# Clasificación de los sellos postales

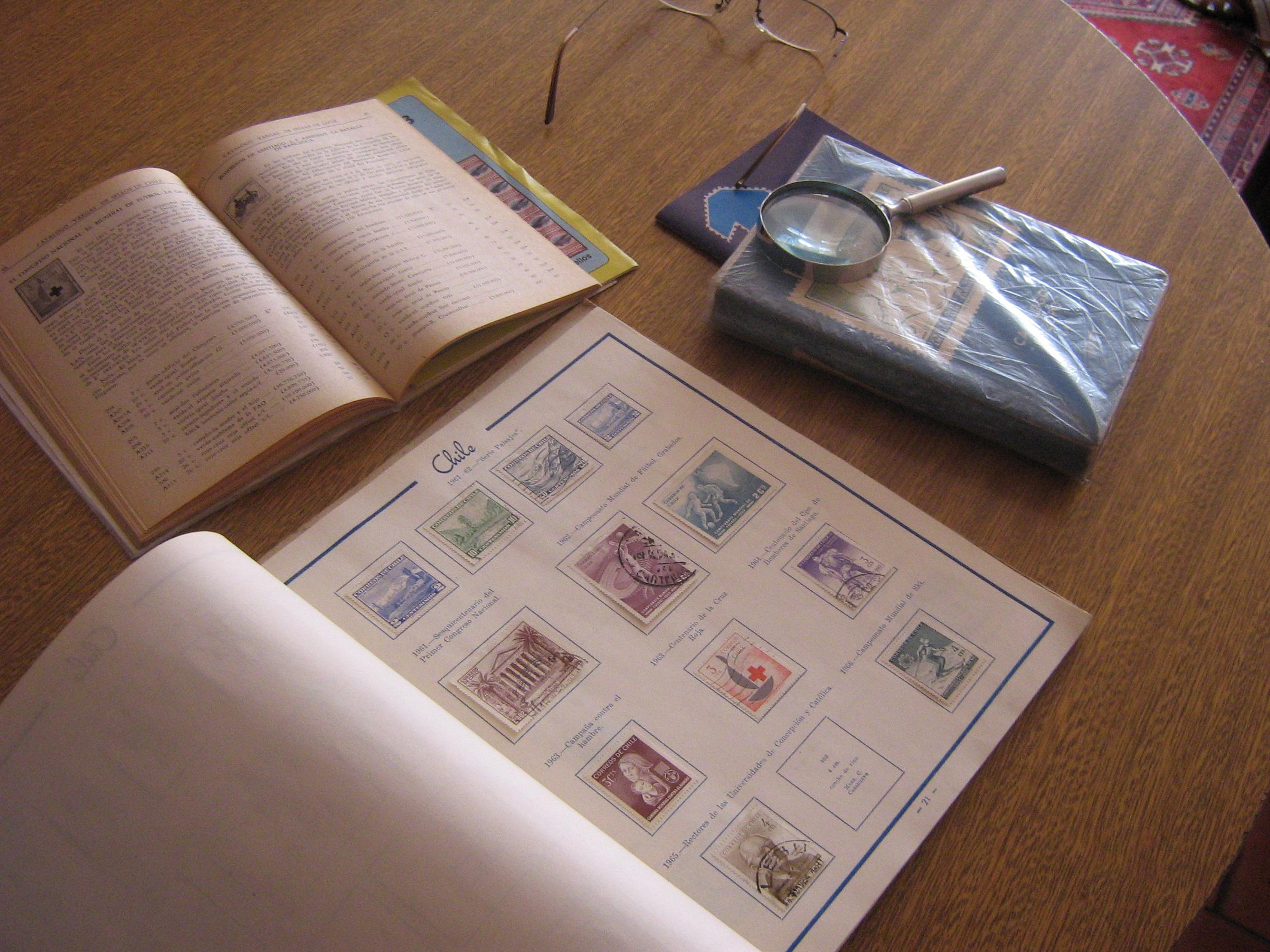
Catálogos diversos para compulsar sellos

Las estampillas se clasifican en catálogos. Estos facilitan la identificación de las estampillas existentes en las colecciones filatélicas y se clasifican en diversas categorías.

## Sellos postales
Acuerdo la naturaleza de emisión de estampillas se dividen en:
- oficial - emitidas por las administraciones postales nacionales, o autorizadas por organizaciones reconocidas por la UPU, se emplea en franqueo;
- semi-oficial - emitidas por organizacioneees o departamentos postales nacionales sin el permiso de la administración postal de mayor jerarquía, pero que no afecta la circulación de tales estampillas, sin embargo la correspondencia es cancelada por el destinatario;
- oficiosas -  publicadas por personas naturales u organizaciones sin autorización de la administración postal e incluso bajo prohibición;
- estampillas de correspondencia particular - emitidas en forma privada o por organizaciones previas a la aparición de correo estatales o en paralelo sin que fueran previstas para el mantenimiento postal de los territorios, donde el correo estatal no funcionaba eficientemente por diversas razones.

Entre los sellos oficiales se reconocen:
- definitivo, de una serie básica

- conmemorativas, o memorabilia,
- semipostal, o de beneficencia,
- especiales por designación (correo aéreo, expreso, pequeños, paquetes etc.).[1]